# Château Piccolomini (Celano)
Pour les articles homonymes, voir Piccolomini.
Le Château Piccolomini est un château d'origine féodale situé dans le centre historique de Celano dans la province de L'Aquila dominant la plaine du Fucin dans le territoire de la Marsica.